# Yeongju
Yeongju (hangul:영주시, hanja:  榮州市) är en stad i den sydkoreanska provinsen Norra Gyeongsang. Folkmängden var 104 012 invånare i slutet av 2020.
Centralorten är indelad i nio stadsdelar (dong) med 72 159 invånare på en yta av 60,47 km²: 
Gaheung 1-dong,
Gaheung 2-dong,
Hamang-dong,
Hyucheon 1-dong,
Hyucheon 2-dong,
Hyucheon 3-dong,
Sangmang-dong,
Yeongju 1-dong och
Yeongju 2-dong.
Ytterområdet består av en köping (eup) och nio socknar (myeon) med  31 853 invånare på en yta av 609,63 km²: 
Anjeong-myeon,
Bonghyeon-myeon,
Buseok-myeon,
Dansan-myeon,
Isan-myeon,
Jangsu-myeon,
Munsu-myeon,
Punggi-eup,
Pyeongeun-myeon och
Sunheung-myeon.